# Заславский, Анатолий Савельевич
Анатолий Савельевич Заславский (род. 2 ноября 1939) — российский художник, живописец.

## Биография
Анатолий Заславский родился в 1939 году в Киеве, во время войны был эвакуирован в Туркмению, но в 1945-м семья вновь вернулась на Украину. После окончания средней художественной школы, Заславский поступает в киевский государственный институт имени Тараса Шевченко, где вначале был принят на педагогическое отделение, а позже переведен на живописный факультет, с которого тут же и исключен за плохое знание украинского языка. Исключение подвигло Анатолия переехать в Ленинград и поступить в высшее художественно-промышленное училище имени Мухиной на отделение монументальной живописи.
На рубеже шестидесятых-семидесятых годов двадцатого века, когда только начиналась творческая карьера Заславского, его живопись уже отличалась от сухого академизма своей жизнерадостностью, раскованностью, искренностью и любовью к цвету. В то же время его манера была далека и от так называемого «неофициального искусства». Золотая середина, которой придерживался художник, оказалась наиболее естественным выходом из состояния все более накаляющихся противоречий между двумя полюсами искусства в Советском Союзе. Похожие взгляды разделяли тогда такие художники, как Завен Аршакуни и Герман Егошин, которые несомненно повлияли на живописную манеру Заславского, и к которым он относится с большим уважением.
Окружающий нас мир в картинах Заславского одушевлен, отмечен трепетным отношением художника. Особенное значение мастер придает цвету, к выразительным возможностям которого испытывает бесконечное доверие. Заславский убежден, что «цвет — это не просто окрашенность предмета», но ключ к пониманию его сути. Вообще, в какой-то момент граница между природой жизни и природой красочных отношений у Заславского стирается: изображенный предмет перестает быть лишь намеком на предмет реальный, и сама живопись обретает новую самостоятельную ценность.
Живопись остаётся для него сугубо личным, приватным делом, средством самовоспитания и познания мира. «У меня выработалась привычка осознавать мир только в момент, когда я его изображаю. Мне трудно жить без этого познания мира, я плохо вижу, если не рисую», — говорит художник.
«Когда я пишу портрет, я словно вижу внутри человека что-то глубоко личное, даже интимное. Я пишу портреты людей, которых люблю, с которыми дружу, имею какие-то общие интересы. И тут можно подойти по-разному. Можно написать обворожительно-импрессионистический портрет, передать свое беглое впечатление от личности человека. А бывает. смотришь и видишь в лице человека психо-физический тип, который словно уже существует испокон веков. Ты узнаешь это лицо, как после долгой разлуки. Вспоминаешь, что видел этого человека когда-то давно — быть может, в XI веке, а может, в XVII. И я воспринимаю это как доказательство моего бессмертия, моего всегдашнего существования. Возникает ощущение дежавю», — сказал художник в интервью.
Дочери: Полина Заславская и Лиза Мария Заславская

## Персональные и избранные групповые выставки
- 2007 — Юбилейная выставка Санкт-Петербургской Академии современного искусства, Государственный Русский музей, Санкт-Петербург, Россия
- 2006 — «Шесть Петербургских художников» Американско-русский культурный центр в Нью-Йорке, Нью-Йорк, США
- 2004 — «Семь петербургских художников» Музей в Ромат-Гане, Израиль
- 2003 — «Авангард на Неве» Государственная Третьяковская галерея, Москва, Россия
- 2003 — «Семейный альбом» Российский Этнографический музей, Санкт-Петербург, Россия
- 2002 — «Люди и Люди» Безнадежные живописцы, Пушкинская 10, Санкт-Петербург, Россия
- 2002 — «Группа 8» Государственный Русский Музей, Санкт-Петербург, Россия
- 1999 — Американско-русский культурный центр, Нью-Йорк, США
- 1998 — Музей Анны Ахматовой в Фонтанном доме, Санкт-Петербург, Россия
- 1997 — галерея «Старая Деревня», Санкт-Петербург, Россия
- 1993 — Музей русского искусства, Киев, Украина
- 1992 — Персональная выставка в музее театрального и музыкального искусства, Санкт-Петербург, Россия
- 1991 — персональная выставка, Мраморный дворец, Ленинград
- 1987 — персональная выставка, Литературно-мемориальный музей Ф. М. Достоевского, Ленинград

## Работы находятся в собраниях
- Государственный Русский музей, Санкт-Петербург, Россия
- Государственный музей истории Санкт-Петербурга, Санкт-Петербург, Россия
- Музее театрального и музыкального искусства, Санкт-Петербург, Россия
- Музей современного искусства Эрарта, Санкт-Петербург, Россия
- Киевском Государственном музее русского искусства, Киев, Украина
- Пермская картинная галерея, Пермь, Россия
- Дальневосточный художественный музей г. Хабаровска, Хабаровск, Россия
- Музей современных искусств имени С. П. Дягилева СПбГУ, Санкт-Петербург, Россия
- в частных коллекциях России, Германии, Дании, Израиля, США, Южной Кореи.